# A Noite das Fêmeas
A Noite das Fêmeas é um filme brasileiro de 1976, com direção de Fauzi Mansur.

## Sinopse
O filme conta a história de assassinatos ocorrendo durante um ensaio de teatro.

## Elenco
- Dionísio Azevedo
- Roberto Bolant
- Lola Brah
- Carlos Bucka
- Francisco Curcio
- Ewerton de Castro
- Maria Isabel de Lizandra
- Ruthinéa de Moraes
- Paulo Domingues (como Paulo Aguilar)
- Antônio Fagundes
- Juvenal Feliciano
- Marlene França
- Flora Geny
- Castor Guerra
- Kate Hansen
- Elizabeth Hartmann
- Sérgio Hingst
- Pedro Ivan
- Aron Jaffe
- Nádia Lippi
- Kadu Moliterno (como Carlos Eduardo)
- Cavagnole Neto
- David Neto
- Ricardo Picchi
- Walter Portela
- Hélio Souto
- José Júlio Spiewak
- Agenor Vernin
- Liza Vieira
- Pedro Paulo Zuppo